# Natação nos Jogos Olímpicos de Verão de 2008 - 200 m medley feminino

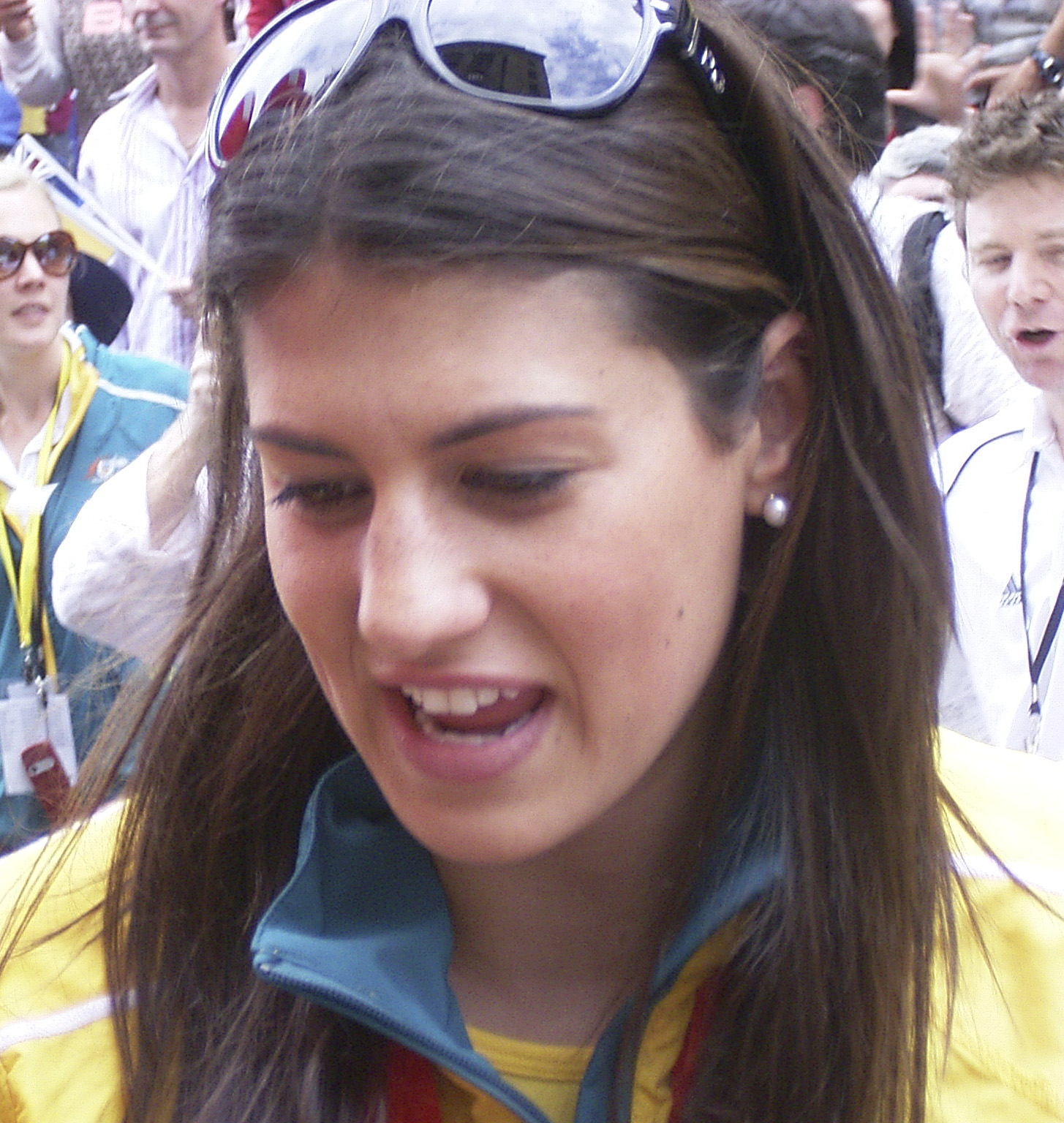
Stephanie Louise Rice (Brisbane, 17 de junho de 1988) é uma nadadora australiana, ganhadora de três medalhas de ouro em Jogos Olímpicos.

A competição dos 200m medley feminino  nos Jogos Olímpicos de Verão de 2008 aconteceram entre os dias 11 e 13 de Agosto no Centro Aquático Nacional de Pequim.

## Medalhistas
| Ouro   | AUS Stephanie Rice   |
| Prata  | ZIM Kirsty Coventry  |
| Bronze | USA Natalie Coughlin |

## Recordes
Antes desta competição, os recordes mundiais e olímpicos da prova eram os seguintes:
| Tipo | Atleta             | Tempo   | Local  | Data                   | Ref |
| ---- | ------------------ | ------- | ------ | ---------------------- | --- |
|      | AUS Stephanie Rice | 2:08.92 | Sydney | 25 de março de 2008    | ver |
|      | UKR Yana Klochkova | 2:10.68 | Sydney | 19 de setembro de 2000 |     |

## Eliminatórias

### Eliminatória 1
| # | Pista | Nome                  | País             | Tempo   | Notas |
| - | ----- | --------------------- | ---------------- | ------- | ----- |
| 1 | 6     | Ganna Dzerkal         | UKR Ucrânia      | 2:18.25 |       |
| 2 | 2     | Erika Stewardt        | COL Colômbia     | 2:18.54 |       |
| 3 | 3     | Hiu Wai Sherry Tsai   | HKG Hong Kong    | 2:18.91 |       |
| 4 | 4     | Erla Dogg             | ISL Islândia     | 2:20.53 |       |
| 5 | 7     | Man-Hsu Lin           | TPE Taipé Chinês | 2:23.29 |       |
| 6 | 1     | Fibriani Ratna Marita | INA Indonésia    | 2:28.18 |       |
| 7 | 5     | Maroua Mathlouthi     | TUN Tunísia      | DNS     |       |

### Eliminatória 2
| # | Pista | Nome             | País              | Tempo   | Notas |
| - | ----- | ---------------- | ----------------- | ------- | ----- |
| 1 | 7     | Joanna Maranhão  | BRA Brasil        | 2:14.97 |       |
| 2 | 1     | Sara Nordenstam  | NOR Noruega       | 2:15.13 |       |
| 3 | 2     | Hyera Choi       | KOR Coreia do Sul | 2:15.26 |       |
| 4 | 3     | Anja Klinar      | SLO Eslovênia     | 2:15.39 |       |
| 5 | 5     | Jessica Pengelly | RSA África do Sul | 2:15.80 |       |
| 6 | 6     | Femke Heemskerk  | NED Países Baixos | 2:16.28 |       |
| 7 | 8     | Yi Ting Siow     | MAS Malásia       | 2:17.11 |       |
| 8 | 4     | Georgina Bardach | ARG Argentina     | 2:25.74 |       |

### Eliminatória 3
| # | Pista | Nome                | País               | Tempo   | Notas |
| - | ----- | ------------------- | ------------------ | ------- | ----- |
| 1 | 4     | Natalie Coughlin    | USA Estados Unidos | 2:11.63 | Q     |
| 2 | 6     | Julie Hjorth-Hansen | DEN Dinamarca      | 2:11.99 | Q     |
| 3 | 2     | Asami Kitagawa      | JPN Japão          | 2:12.47 | Q     |
| 4 | 1     | Jiaxing Li          | CHN China          | 2:12.53 | Q     |
| 5 | 7     | Julia Wilkinson     | CAN Canadá         | 2:12.56 | Q     |
| 6 | 5     | Mireia Belmonte     | ESP Espanha        | 2:12.75 | Q     |
| 7 | 3     | Keri-Anne Payne     | GBR Grã-Bretanha   | 2:12.78 | Q     |
| 8 | 8     | Maria Pelaez        | ESP Espanha        | 2:15.97 |       |

### Eliminatória 4
| # | Pista | Nome               | País               | Tempo   | Notas |
| - | ----- | ------------------ | ------------------ | ------- | ----- |
| 1 | 3     | Alicia Coutts      | AUS Austrália      | 2:11.55 | Q     |
| 2 | 4     | Katie Hoff         | USA Estados Unidos | 2:11.58 | Q     |
| 3 | 5     | Camille Muffat     | FRA França         | 2:12.16 | Q     |
| 4 | 1     | Svetlana Karpeeva  | RUS Rússia         | 2:12.94 | Q     |
| 5 | 8     | Katinka Hosszú     | HUN Hungria        | 2:13.05 |       |
| 6 | 6     | Hui Qi             | CHN China          | 2:14.25 |       |
| 7 | 2     | Cylia Vabre        | FRA França         | 2:14.34 |       |
| 8 | 7     | Katharina Schiller | GER Alemanha       | 2:18.00 |       |

### Eliminatória 5
| # | Pista | Nome                 | País              | Tempo   | Notas |
| - | ----- | -------------------- | ----------------- | ------- | ----- |
| 1 | 3     | Hannah Miley         | GBR Grã-Bretanha  | 2:11.72 | Q     |
| 2 | 4     | Stephanie Rice       | AUS Austrália     | 2:12.07 | Q     |
| 3 | 5     | Kirsty Coventry      | ZIM Zimbabwe      | 2:12.18 | Q     |
| 4 | 6     | Katarzyna Baranowska | POL Polônia       | 2:12.47 | Q     |
| 5 | 2     | Evelin Verraszto     | HUN Hungria       | 2:12.52 | Q     |
| 6 | 1     | Helen Norfolk        | NZL Nova Zelândia | 2:13.50 |       |
| 7 | 7     | Erica Morningstar    | CAN Canadá        | 2:14.11 |       |
| 8 | 8     | Sonja Schober        | GER Alemanha      | 2:20.18 |       |

## Semi-finais

### Semi-final 1
| # | Pista | Nome                 | País               | Tempo   | Notas |
| - | ----- | -------------------- | ------------------ | ------- | ----- |
| 1 | 6     | Kirsty Coventry      | ZIM Zimbabwe       | 2:09.53 | Q, OR |
| 2 | 3     | Stephanie Rice       | AUS Austrália      | 2:10.58 | Q     |
| 3 | 4     | Katie Hoff           | USA Estados Unidos | 2:10.90 | Q     |
| 4 | 2     | Katarzyna Baranowska | POL Polônia        | 2:12.13 | Q     |
| 5 | 5     | Hannah Miley         | GBR Grã-Bretanha   | 2:12.35 |       |
| 6 | 8     | Svetlana Karpeeva    | RUS Rússia         | 2:13.26 |       |
| 7 | 1     | Mireia Belmonte      | ESP Espanha        | 2:13.45 |       |
| 8 | 7     | Jiaxing Li           | CHN China          | 2:13.47 |       |

### Semi-final 2
| # | Pista | Nome                | País               | Tempo   | Notas |
| - | ----- | ------------------- | ------------------ | ------- | ----- |
| 1 | 5     | Natalie Coughlin    | USA Estados Unidos | 2:11.84 | Q     |
| 2 | 1     | Julia Wilkinson     | CAN Canadá         | 2:12.03 | Q     |
| 2 | 4     | Alicia Coutts       | AUS Austrália      | 2:12.03 | Q     |
| 4 | 2     | Asami Kitagawa      | JPN Japão          | 2:12.18 | Q     |
| 4 | 7     | Evelin Verraszto    | HUN Hungria        | 2:12.18 |       |
| 6 | 3     | Julie Hjorth-Hansen | DEN Dinamarca      | 2:12.26 |       |
| 7 | 6     | Camille Muffat      | FRA França         | 2:12.36 |       |
| 8 | 8     | Keri-Anne Payne     | GBR Grã-Bretanha   | 2:14.14 |       |

## Final
| Rank              | Pista | Nome                 | País               | Tempo   | Notas |
| ----------------- | ----- | -------------------- | ------------------ | ------- | ----- |
| Medalha de ouro   | 5     | Stephanie Rice       | AUS Austrália      | 2:08.45 | WR    |
| Medalha de prata  | 4     | Kirsty Coventry      | ZIM Zimbabwe       | 2:08.59 | [ 2 ] |
| Medalha de bronze | 6     | Natalie Coughlin     | USA Estados Unidos | 2:10.34 | [ 2 ] |
| 4                 | 3     | Katie Hoff           | USA Estados Unidos | 2:10.68 |       |
| 5                 | 2     | Alicia Coutts        | AUS Austrália      | 2:11.43 |       |
| 6                 | 8     | Asami Kitagawa       | JPN Japão          | 2:11.56 |       |
| 7                 | 7     | Julia Wilkinson      | CAN Canadá         | 2:12:43 |       |
| 8                 | 1     | Katarzyna Baranowska | POL Polônia        | 2:13.36 |       |

Legenda
| Recorde mundial      | Recorde mundial (World record)               |                       | Recorde africano                      | Recorde africano (African) |                                           | Q | Classificado por posição (Qualified) |
| Recorde olímpico     | Recorde olímpico (Olympic record)            | Recorde da América    | Recorde da América (Americas)         | q                          | Classificado por melhor tempo (Qualified) |   |                                      |
| Melhor marca do ano  | Melhor marca do ano (World leading)          | Recorde asiático      | Recorde asiático (Asian)              | DNS                        | Não largou (Did not start)                |   |                                      |
| Recorde nacional     | Recorde nacional (National record)           | Recorde europeu       | Recorde europeu (European)            | DNF                        | Não terminou (Did not finish)             |   |                                      |
| Recorde pessoal      | Recorde pessoal do atleta (Personal best)    | Recorde da Oceania    | Recorde da Oceania (Oceania)          | DSQ / DQ                   | Desclassificado (Disqualified)            |   |                                      |
| Recorde da temporada | Recorde da temporada do atleta (Season best) | Recorde sul-americano | Recorde sul-americano (South America) | NM                         | Sem marca (No mark)                       |   |                                      |